# Instituto de Educación Secundaria Francisco Figueras Pacheco
El IES Francisco Figueras Pacheco se inauguró en el año 1970 en la ciudad de Alicante, buscando la solución a la falta de plazas docentes de la ciudad. Dos años antes, se había inaugurado el Centro de Estudios Universitarios, es decir, lo que hoy en día es la Universidad de Alicante.

## Historia

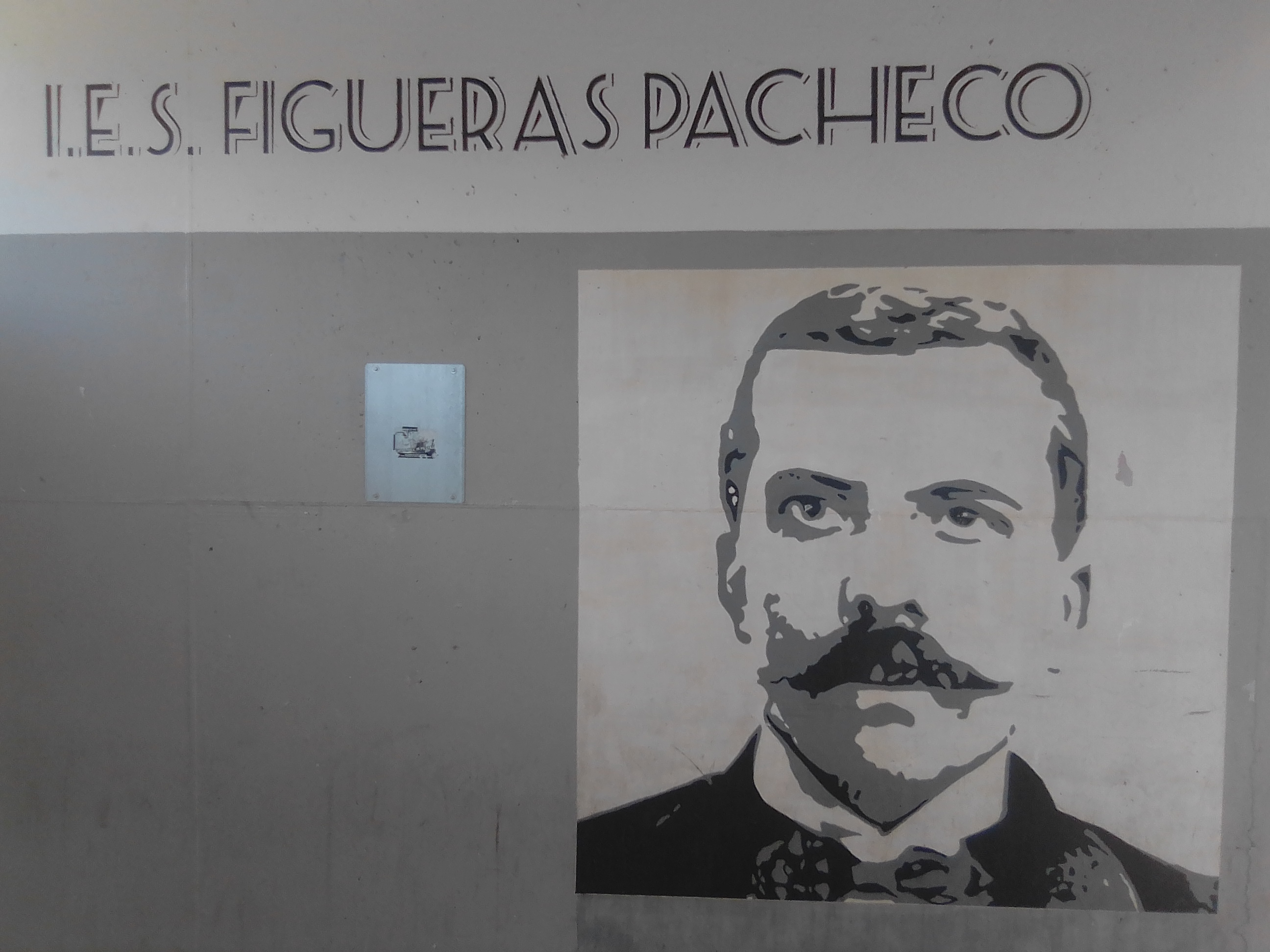
Mural en la entrada principal del instituto con el retrato de Figueras Pacheco

Fue inaugurado en el año 1970 con el nombre de Instituto Babel. Se inició con sólo los cursos comunes de Filosofía y Letras y un selectivo de Ciencias. Fue levantado entre los barrios Polígono Babel y Florida Baja. La Caja de Ahorros Provincial había comenzado la construcción de 800 viviendas en la zona y este instituto fue la respuesta a la demanda educativa de los nuevos vecinos.
En el curso 1978-1979 se implantaron los estudios nocturnos. En ese momento, ya existían dos centros con esa modalidad de bachillerato, el IES Jorge Juan y el IES Miguel Hernández. En su primer año, sólo se matricularon 15 alumnos en 1.º de BUP, 27 en 2.º, 24 en 3.º y 11 en COU. Durante años posteriores, el número de alumnos fue aumentando hasta estabilizarse en unos 350 por curso.
Una de las personas que más influyeron en la historia del centro fue Liberato Rovira Giner, párroco de Benalúa y profesor de Religión del instituto. Él fue la persona que propuso, no sólo el nombre de Francisco Figueras Pacheco al centro, sino el reconocimiento del centro a nivel educativo y cultural ante las autoridades competentes del momento.
El instituto se ha sometido a dos remodelaciones y reformas, así como el derribo de antiguos edificios, que actualmente ya no existen, por otros más nuevos y modernos. La primera tuvo lugar en 1986 aproximadamente, cuando se derribó el antiguo edificio para establecerse los dos pabellones actuales y un tercer edificio que sería derribado tiempo después. La segunda y última obra del instituto fue en el año 2004, donde los alumnos se vieron obligados a dar clase en aulas prefabricadas hasta la finalización de las obras. Esta última obra consistió en la construcción de un nuevo edificio (el cual reemplazaba al edificio central antiguo y conectaba a los dos edificios principales) y del gimnasio en el recinto, así como la reforma completa de los dos edificios ya existentes y del propio solar.

## Antiguos alumnos destacados
- Sonia Castedo, política y exalcaldesa de Alicante.[3]
- Etelvina Andreu, política y ex directora general de Consumo y de Atención al Ciudadano del Ministerio de Sanidad.[4]
- Raúl Ruiz Matarín, futbolista profesional e internacional sub-21.[5]
- Domingo Ramón Menargues, atleta olímpico en Moscú 1980 y Los Ángeles 1984.